# NGC 2207 وIC 2163
نزع إن جي سي 2207 وأي سي 2163  في الفلك (بالإنجليزية : NGC 2207 and IC 2163) هو تصادم مجري يحدث بين المجرة إن جي سي 2207 والمجرة أي سي 2163 ، حيث ترى NGC 2207 تنزع مادة من أي سي 2163 ، ويسمى ذلك نزع مديجزري. تجري تلك المشاهدة في كوكبة الكلب الأكبر على بعد نحو 80 مليون سنة ضوئية.
اكتشفت المجرتان من جون هيرشل في عام 1835 ، إلا أنه لم يتعرف عليهما كمجرتين (اكتشاف مجرات خارج مجرتنا كان خلال العشرينيات من القرن الماضي، وكان ذلك بفضل دراسات الرصد التي قام بها إدوين هابل ، ومنها حدثت طفرة في فكر العلماء Kإذ كانوا يعتقدون ان الكون يتكون من مجرتنا مجرة درب التبانة وحدها) .
المجرتان NGC 2207 وIC 2163 تصتدمان وتنتزع الواحدة منهما من الأخرى مادة، تلك الظاهرة تسمى نزع مديجزري. ومنذ ذلك الحين استطاع العلماء العثور على 4 مستعرات عظمى في نجوم المجرة إن جي سي 2207 ؛ من ضمنها من نوع مستعر أعظم نوع 1أ في يناير عام 1975 وسمي
- SN 1975a [3]
- ومستعر أعظم نوع 1ب SN 1999ec في أكتوبر 1999[4]
- مستعر أعظم نوع 1ب SN 2003H في منتصف المسافة بين المجرتين[5]
- ومستعر أعظم نوع 2 SN 2013ai في شهر مارس 2013[6]

المجرة إن جي سي 2207 توجد في حالة نزع مديجزري Tidal Stripping للمجرة IC 2163.

## مجرات تلتحم
توجد المجرة إن جي سي 2207  حالة اصتدام والتحام مع المجرة IC 2163. ولكنهما ليسا مثل مجرتا الهوائيات ومجرتي الفئران ، فهما لا يزالا مجرتين حلزونيتين . فهما في الخطوة الأولى للاصتدام ثم الالتحام . وعندما يصتدم إن جي سي 2207 بـ أي سي 2163 فسوف يشبهان مجرتي الفئران .
ومن المتوقع أنما خلال مليار سنة قادمة سوف يلتحمان في مجرة كبيرة من نوع مجرة إهليلجية أو ربما يتخذان هيئة مجرة قرصية 

## صور بتلسكوبات مختلفة

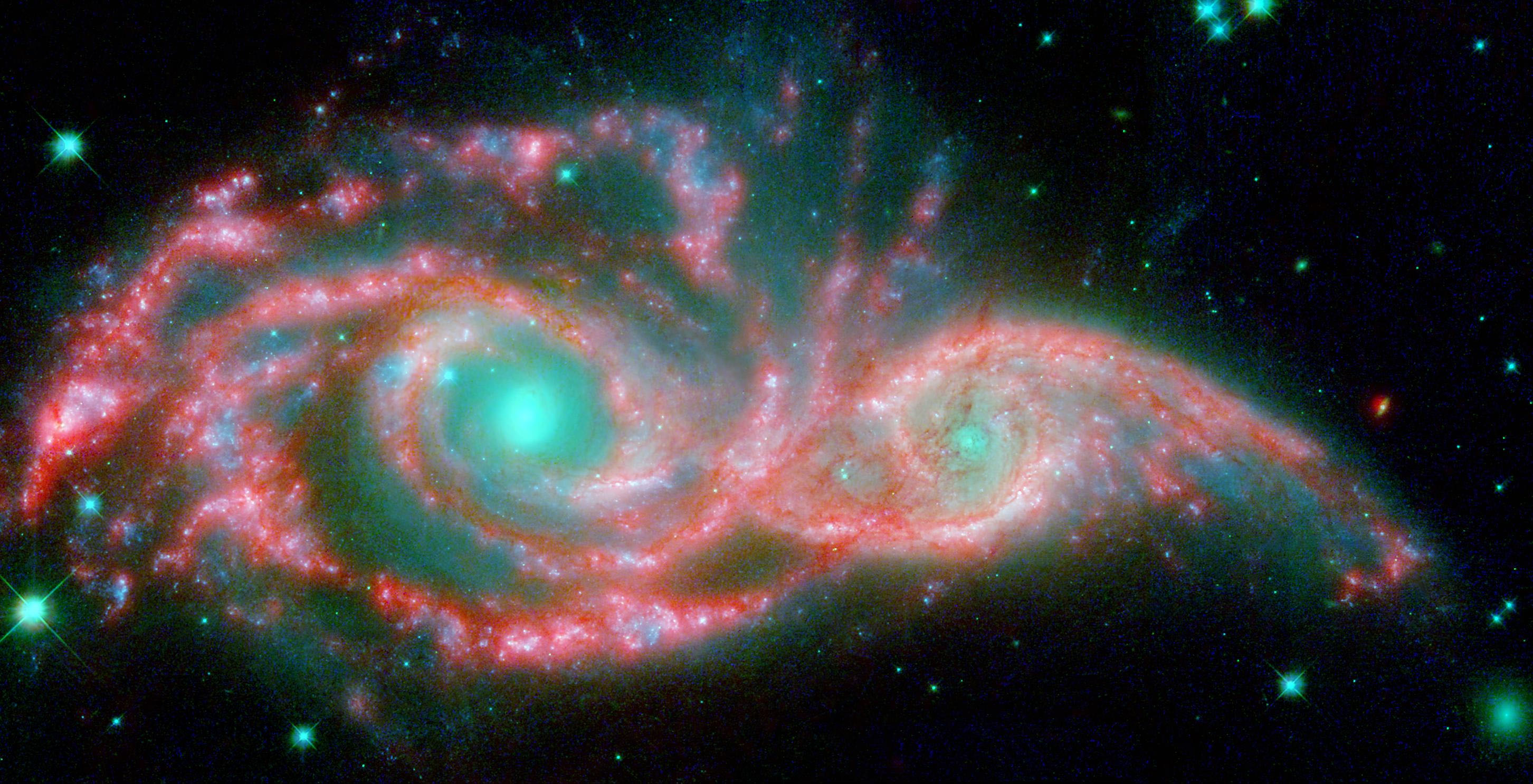
صورة أشعة تحت الحمراء صادرة من NGC 2207 and IC 2163 سجلها مقراب سبيتزر الفضائي. معارة من: ناسا/مختبر الدفع النفاث.
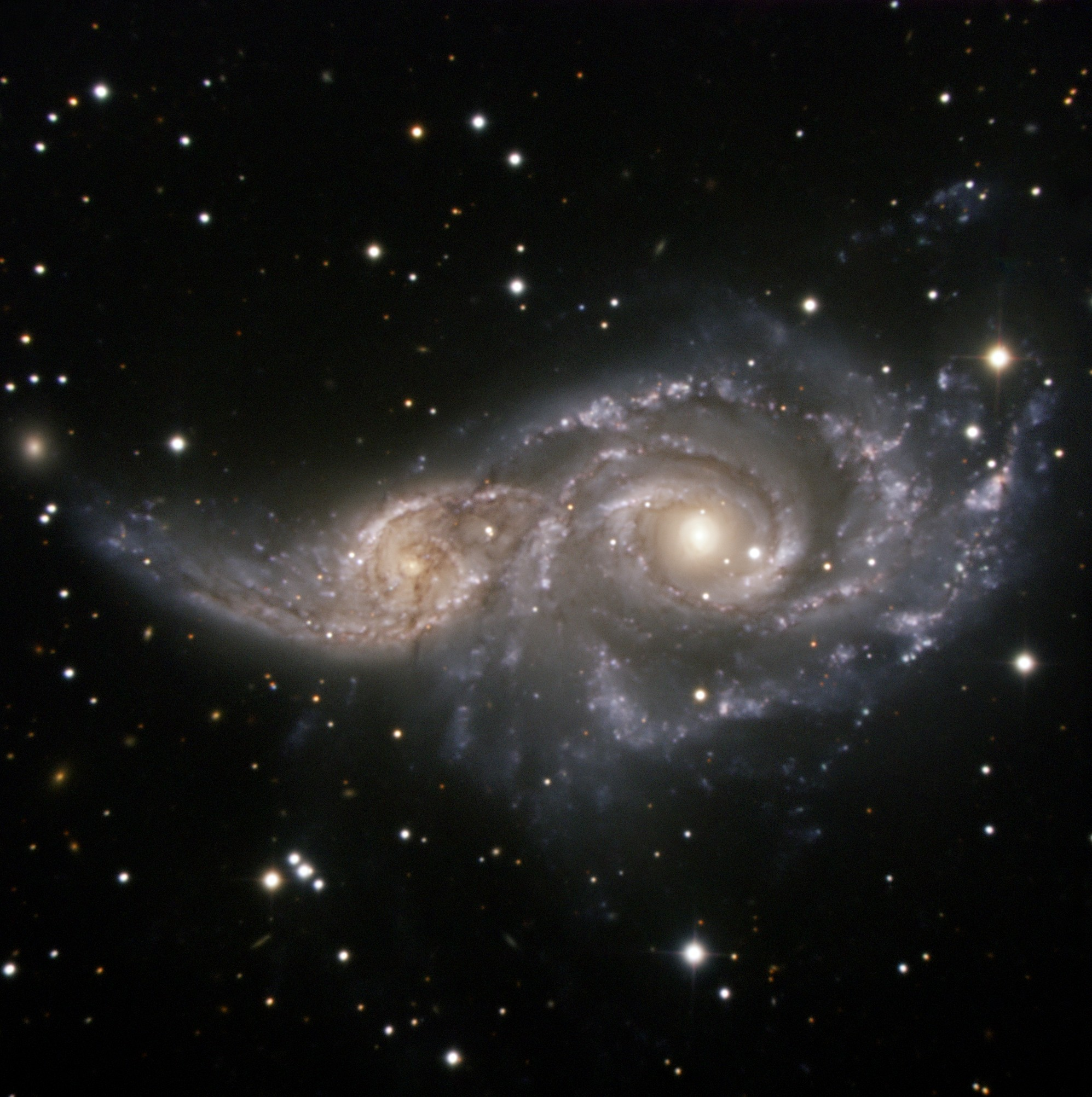
صورة سجلها المرصد الأوروبي الجنوبي [ESO] لـ NGC 2207 وIC 2163 (للضوء المرئي).

## اقرأ أيضا
- نزع مديجزري
- اصتدام المرأة المسلسلة بدرب التبانة
- مجرتا الهوائيات
- مجرتي الفئران
- أرب 299
- إن جي سي 2207
- إن جي سي 2217
- مستعر أعظم نوع 1 ب ومستعر أعظم نوع 1 سي
- مستعر أعظم نوع 2
- مستعر أعظم 1987 إيه
- NGC 2232 عنقود نجمي